# Itaeté
Itaeté là một đô thị thuộc bang Bahia, Brasil. Đô thị này có diện tích 1194,489 km², dân số năm 2007 là 13795 người, mật độ 11,5 người/km².